# ديوان الفتوى والتشريع (فلسطين)
ديوان الفتوى والتشريع هو هيئة حكومية فلسطينية غير وزارية تتبع مجلس الوزراء الفلسطيني، تأسست في 9 ديسمبر 1995 بقرار رئاسي من رئيس السلطة الوطنية الفلسطينية ياسر عرفات. في 2 يوليو 2022 قرر الرئيس الفلسطيني محمود عباس إنشاء ديوان الجريدة الرسمية الذي يُعد الخلف القانوني والواقعي لديوان الفتوى والتشريع الذي ستؤول مخصصاته وممتلكاته وموجوداته وأمواله وحقوقه وموظفيه كافة إلى ديوان الجريدة الرسمية.

## المهام والأعمال
- إعداد وإصدار جريدة الوقائع الفلسطينية الرسمية.[4]
- إعداد وصياغة ومراجعة كل من القوانين والمراسيم والقرارات.[4]
- إبداء الرأي في القضايا القانونية المرفوعة من قبل أجهزة ومؤسسات السلطة الوطنية الفلسطينية.[4]

## رؤساء الديوان
- إبراهيم محمد الدغمة، منذ 1994.
- سليمان محمد الدحدوح، قائم بالأعمال منذ 13 يونيو 2002.[5]
- عبد الكريم أبو صلاح.
- علي أبو دياك، منذ 2012 وحتى 2014.
- كمال إبراهيم، منذ 2016 وحتى ؟؟
- إيمان عبد الحميد، منذ 2018 وحتى 2 يوليو 2022.

## وصلات خارجية
- الموقع الرسمي لديوان الفتوى والتشريع الفلسطيني